# Jan Zahradil
Jan Zahradil (Praga, 30 de marzo de 1963) es un político checo del Partido Democrático Cívico (ODS) que ha sido miembro del Parlamento Europeo (MEP) desde que la República Checa ingresó a la Unión Europea en 2004. Zahradil también se desempeñó como miembro de la Cámara de Diputados (MP) de 1998 a 2004.
Investigador científico de profesión, Zahradil ingresó a la política durante la Revolución de Terciopelo. Fue miembro de la Asamblea Federal de la República Federativa Checa y Eslovaca, antes de convertirse en asesor del primer ministro Václav Klaus. En 1998 fue elegido miembro de la Cámara de Diputados. Tres años más tarde, se convirtió en vicepresidente del ODS. Luego de un intento fallido de convertirse en presidente en 2002, fue nombrado primer vicepresidente.

## Biografía
Después de estudiar química de 1981 a 1987, Jan Zahradil fue investigador en el Instituto de Ingeniería Química de Praga entre 1988 y 1992.
En 1992, Jan Zahradil fue elegido miembro de la Asamblea Federal de la República Federal Checa y Eslovaca, mandato que ocupó hasta la disolución de Checoslovaquia en 1993. Después de servir como asesor del primer ministro Václav Klaus de 1993 a 1995, se convirtió en diputado nuevamente en 1998, mandato que ocupó esta vez hasta 2004.
Fue elegido eurodiputado en las elecciones europeas de 2004, y luego reelegido en 2009 y 2014. Primero miembro del grupo del Partido Popular Europeo, se incorporó en 2009, con todos los miembros electos de su partido, a los Conservadores y Reformistas Europeos, de los que fue vicepresidente hasta 2014. Es miembro de la Comisión de Comercio Internacional desde 2009.